# Lindsay, California
Lindsay este un oraș cu 10.297 de locuitori (Census 2000) situat în comitatul Tulare, statul California,  Statele Unite ale Americii. Lindsay este situat la sud-est de orașul Visalia.